# Municipio de Boone No. 1
El municipio de Boone No. 1 (en inglés: Boone No. 1 Township) es un municipio ubicado en el condado de Greene en el estado estadounidense de Misuri. En el año 2010 tenía una población de 1426 habitantes y una densidad poblacional de 27,35 personas por km².

## Geografía
El municipio de Boone No. 1 se encuentra ubicado en las coordenadas 37°20′34″N 93°34′12″O / 37.34278, -93.57000. Según la Oficina del Censo de los Estados Unidos, el municipio tiene una superficie total de 52.13 km², de la cual 52,1 km² corresponden a tierra firme y (0,06 %) 0,03 km² es agua.

## Demografía
Según el censo de 2010, había 1426 personas residiendo en el municipio de Boone No. 1. La densidad de población era de 27,35 hab./km². De los 1426 habitantes, el municipio de Boone No. 1 estaba compuesto por el 98,18 % blancos, el 0,14 % eran afroamericanos, el 0,42 % eran amerindios, el 0,21 % eran asiáticos, el 0,07 % eran de otras razas y el 0,98 % eran de una mezcla de razas. Del total de la población el 1,19 % eran hispanos o latinos de cualquier raza.